# Le Robinson suisse (film, 1940)
Pour le roman, voir Le Robinson suisse.
Pour plus de détails, voir Fiche technique et Distribution.
Le Robinson suisse (Swiss Family Robinson) est un film américain en noir et blanc réalisé par Edward Ludwig, sorti en 1940.
Il s'agit de l'adaptation du roman Le Robinson suisse de Johann David Wyss (1812).

## Synopsis
Persécutée pendant les guerres napoléoniennes, la famille Robinson prend la mer, à la recherche d'une nouvelle vie en Australie. Mais le bateau fait naufrage au cours d'une tempête, et la famille échoue sur une île déserte. Elle doit alors lutter pour survivre dans un environnement hostile.

## Fiche technique
- Titre : Le Robinson suisse
- Titre original : Swiss Family Robinson
- Réalisation : Edward Ludwig
- Scénario : C. Graham Baker, Walter Ferris, Gene Towne (en), d'après le roman Le Robinson suisse de Johann David Wyss (1812)
- Musique : Anthony Collins
- Photographie : Nicholas Musuraca
- Montage : George Crone
- Producteurs : C. Graham Baker, Gene Towne (en)
- Société de production : The Play's The Thing Productions
- Société de distribution :	RKO Pictures
- Pays de production :  États-Unis
- Langue originale : anglais américain
- Format : noir et blanc — 35 mm — 1,37:1 — son : mono (RCA Recording System)
- Genre : Aventure exotique, robinsonnade
- Durée : 92 minutes
- Dates de sortie :	
  - États-Unis : 8 février 1940
  - France : 19 juin 1942

## Distribution
- Thomas Mitchell : William Robinson
- Edna Best : Elizabeth Robinson
- Freddie Bartholomew : Jack Robinson
- Terry Kilburn : Ernest Robinson
- Tim Holt : Fritz Robinson
- Bobbie Quillan : Francis Robinson (crédité Baby Bobby Quillan)
- Christian Rub : Thoren
- John Wray : Ramsey
- Herbert Rawlinson : capitaine
- Orson Welles : le narrateur (non crédité)